# Agromyza animata
Agromyza animata este o specie de muște din genul Agromyza, familia Agromyzidae, descrisă de Spencer în anul 1973.
Este endemică în Costa Rica. Conform Catalogue of Life specia Agromyza animata nu are subspecii cunoscute.